# Ω-3脂肪酸
ω-3脂肪酸（オメガスリーしぼうさん、英: ω-3 fatty acid、Omega-3とも表記）または、n-3脂肪酸（n-3 fatty acid）は、不飽和脂肪酸の分類の一つで、一般にω-3位（脂肪酸のメチル末端から3番目の結合の意味）に炭素-炭素二重結合を持つものを指す。
人間の栄養学でω-3脂肪酸の必要性について注目されてきたのは1970年代から1980年代からであり、摂取基準が示されるのは2000年以降となる。栄養素の研究の中でも比較的新しいものである。α-リノレン酸はヒトの体内で合成できない必須脂肪酸であり、そこから合成されるドコサヘキサエン酸（DHA）は神経系の機能に関わっている。

## 生合成

必須脂肪酸の代謝経路とエイコサノイドの形成

植物及び微生物中では、ω6位に二重結合を作るΔ12-脂肪酸デサチュラーゼ によりオレイン酸の二重結合を一個増やしてリノール酸を生成することができる。さらに植物及び微生物中では、ω3位に二重結合を作るΔ15-脂肪酸デサチュラーゼ によりリノール酸の二重結合を一個増やしてα-リノレン酸を生成することができる。
ヒトを含む動物は、ステアリン酸からオレイン酸を生成するΔ9-脂肪酸デサチュラーゼを有してはいるものの、Δ12-脂肪酸デサチュラーゼもΔ15-脂肪酸デサチュラーゼもどちらも有していないので、リノール酸もα-リノレン酸もどちらも自ら合成することができない。このためこの2つの脂肪酸は必須脂肪酸となっている。
細胞膜は流動性を持ち、脂質や膜タンパクは動いている。この流動性は膜の構成物質で決まる。たとえば、リン脂質を構成する脂肪酸の不飽和度（二重結合の数）に影響され、二重結合を持つ炭化水素が多いほど（二重結合があるとその部分で炭化水素が折れ曲がるので）リン脂質の相互作用が低くなり流動性は増すことになる。例えばDHAは不飽和度が極めて高く細胞膜の流動性の保持に寄与している。
神経細胞は、軸索や樹状突起などの凹凸の多い入り組んだ構造を有しているため、膜成分が極端に多くなっている。
ヒトは、ω-3脂肪酸をデノボ合成することはできないが、18炭素ω-3脂肪酸のα-リノレン酸から20-, 22-炭素の不飽和ω-3脂肪酸を形成することができる。これらの不飽和化の増加は、使用される不飽和化酵素が共通しているためリノール酸から誘導される必須なω-6脂肪酸と競合する。体内で起こるα-リノレン酸からの長いω-3脂肪酸の合成はω-6類似体によって競合的に抑制される。したがって、ω-3脂肪酸が食物から直接得られたとき、またはω-6類似体の量がω-3の量を大きく上回らないとき、組織内での長鎖ω-3脂肪酸の蓄積は効率的である。

## 健康
ω-3不飽和脂肪酸の多い魚及びω-3不飽和脂肪酸摂取量が多いグループの肝がん発生リスクは低くなっている。魚を食べても大腸癌のリスクは下がらない。ただし、魚由来のω-3脂肪酸及びトータルのω-3不飽和脂肪酸摂取量が多いグループの結腸癌リスクは低くなる。ω-6脂肪酸およびω-3/ω-6比は大腸癌のリスクと関連がみられない。魚を多く食べるグループで虚血性心疾患のリスクが低下するとの研究が有る一方、血中のω3脂肪酸濃度と脳血管疾患発生の関係を調べた観察研究と、ω3脂肪酸サプリの使用と脳血管疾患の関係を調べた無作為化試験においては、有意な関係は見られなかったとする報告がある。全体としては、魚及びω-3系多価不飽和脂肪酸の摂取量と自殺リスクとは関連はない。ただし、女性では魚の摂取量が非常に少ない人で自殺のリスクが上昇する。男性の非飲酒者では、EPA・DHAの摂取量が最も多い群で自殺のリスクが上昇する。ω-3脂肪酸の摂取は攻撃性を減少させることと関連している。

### 神経
シーフードをたくさん摂取するところほど母乳内のDHAは高く、産後うつ病の有病率は低かった。母体から胎児への転送により、妊娠・出産期には母親には無視できないω-3脂肪酸の枯渇の危険性が高まり、その結果として産後のうつ病の危険性に関与する可能性がある。また、うつ病の深刻さと赤血球中のリン脂質におけるω-6のアラキドン酸とω-3のエイコサペンタエン酸(EPA)の比率の間に有意な正の相関が認められた。さらに、健常者と比較してうつ病患者はω-3脂肪酸の蓄積量が有意に低く、ω-6とω-3の比率は有意に高かったことが指摘されている。
海外では報告が行われているが、ω-3脂肪酸の摂取がうつ病の治療に効果があるかという点について、日本でのエビデンスは希薄である。
ω-3脂肪酸が注意欠陥・多動性障害の症状を緩和したという報告がある。アルツハイマー型痴呆とも関連するのではと考えられている。

### 欠乏
小腸切除や脳障害により経口摂取が行えない様な状態下で、「鱗状皮膚炎」、「出血性皮膚炎」、「結節性皮膚炎」、「成長障害」等の欠乏症状が現れる事が報告されている。DHAは精液や脳、網膜のリン脂質に含まれる脂肪酸の主要な成分である。
ω-3脂肪酸の欠乏により学習能力、視力の低下をきたすことが報告されている。

## 摂取基準
2003年に世界保健機関は、摂取目標を総エネルギーに対してω-3脂肪酸は1-2%、ω-6脂肪酸は5-8%だとした。
国際的に脂質を評価しているISSFAL(International Society for the Study of Fatty Acids and Lipids) は、2004年には、1日あたりのα-リノレン酸の健康的な摂取量は全カロリーの0.7%（2g）、冠動脈の健康のためにEPAとDHAを合計で最低500mgとしている。α-リノレン酸からEPAやDHAに変換される割合は10-15%程度である。
日本人の食事摂取基準（2010年版）では、男性においては前立腺がんの罹患リスクのためα-リノレン酸の過剰摂取は注意が必要とされている。EPA及びDHAについては1日に合計で1g以上の摂取が望ましいとされている。なお、前立腺がんの罹患リスクは、特に乳製品や肉類由来のα-リノレン酸との関連が示唆されている。
ω-3脂肪酸とω-6脂肪酸の望ましい摂取比率は1:1から1:4であると報告されている。

## 含有食品
魚油食品、肝油、ニシン、サバ、サケ、イワシ、タラ、ナンキョクオキアミ等の魚介類は、エイコサペンタエン酸（EPA）やドコサヘキサエン酸（DHA）のようなω-3脂肪酸に富んでいる。魚やその他の生物に含まれるDHAの多くは、ラビリンチュラ類の1属である Schizochytrium 属などのような海産の微生物によって生産されたものが、食物連鎖の過程で濃縮されたものである。
植物油では、菜種油にはω-3脂肪酸のα-リノレン酸(ALA)が豊富に含まれているものも一部にあり、アブラナ（キャノーラ）、ダイズ、特にエゴマ、アマ、アサなどに含まれている。しかし、市販ツナ缶は有用なω-3脂肪酸源とはならないと指摘されている。
動物性脂肪にも食事から供給されたω-3脂肪酸が微量ながら含まれている。また、α-リノレン酸は広葉植物の葉のチラコイドの膜組織（光合成に関わる）からも得られる。実際、ホウレンソウやチンゲンサイなどの青物野菜からα-リノレン酸が検出されている。ゆえに、葉は草食動物の格好のα-リノレン酸の供給源となっている。家畜の飼料として牧草ではなくα-リノレン酸を余り含有していない穀物のみを与えると動物性脂肪中のα-リノレン酸の含有率（対リノール酸）が大きく低下する。また、母乳や牛乳にもω-3脂肪酸が含まれているが、ω-3脂肪酸とω-6脂肪酸との比率は、母親の食事や乳牛に与える飼料によって大きく変化する。

### 植物油の脂肪酸組成

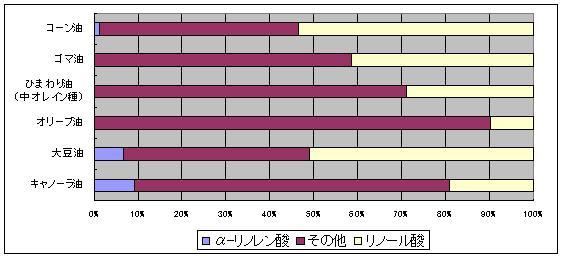
食用油の必須脂肪酸

植物油の一覧#植物油の脂肪酸組成を参照。一部の植物油のみがω-3脂肪酸を豊富に含む。

## サプリメント
2021年、ハーバード大学医学部は、オメガ3脂肪酸サプリメントが人々の貴重なお金を浪費したと主張した。
それには、魚油、植物油、さらにEPAやDHAを精製した製品が含まれる。剤形はジェルカプセルが多いが瓶詰めの液体としても販売されている。魚油の場合EPA:DHA成分比が1:2や2:1などさまざまである。新鮮な魚を摂取した場合とサプリメントとして摂取した場合を比較した研究では、新鮮な魚(養殖マス)を摂取したほうがサプリメントを摂取するより脂質の改善効果は高いとする報告がある。心臓病がない場合は、脂肪の多い魚を毎週2サービング食べるか、ナッツ、マメ科植物、健康的な油が豊富な健康的な菜食主義の食事に従う方が、市販の魚油サプリメントにお金をかけるよりも理にかなっている。すべてのサプリメントと同様に、これらのオメガ3脂肪酸サプリメント、EPAおよびDHAサプリメントはFDAの規制を受けておらず、一部には不健康な飽和脂肪または酸化脂肪、産業汚染物質、または水銀が含まれている。過去20年間にわたって、多くの試験でオメガ3サプリメントがリスクのある人々の最初の心臓発作を防ぐことができることを示唆する説得力のあるデータはない。心臓病を患っている場合は、スタチンと一緒に服用したときに心血管リスクを低下させる高用量の精製EPA製剤である処方薬icosapentethyl（Vascepa）について医師に尋ねるべきである。

## 化学
ω-3（またはn-3）は、炭素鎖のメチル末端から数えて3番目の炭素-炭素結合に初めて二重結合が現れるという意味である。そのためω-3と命名される。
ヒトに必須なω-3脂肪酸は、α-リノレン酸（18:3, ω-3; ALA）である。この不飽和脂肪酸は、18の炭素鎖に3ヶ所の二重結合を持つ。すべての二重結合はシス配置である。
多くの天然合成脂肪酸（動物細胞または植物細胞中で合成または変形され、炭素数は偶数）は、それらが容易に変形されるようシス型になっている。トランス型だと炭素鎖がより安定化され、融点が高まる。また、組織中で鎖が凝集したとき、親水性が不足する。このトランス型はアルカリ溶液または数種のバクテリアの反応によって生じる。植物細胞または動物細胞における自然な変換は末端のω-3基にめったに影響を及ぼさない。しかし、ω-3化合物はω-6に比べて末端の二重結合が幾何学的・電気的に露呈しているため脆くなっている。これは天然のシス型において顕著である。

## ω-3脂肪酸の一覧
下の表は、自然に見つかるもっとも一般的なω-3脂肪酸の一覧である。
| 慣用名                                  | 数値表現   | 組織名                                         |
| --------------------------------------- | ---------- | ---------------------------------------------- |
|                                         | 16:3 (n-3) | all-cis-7,10,13-ヘキサデカトリエン酸           |
| α-リノレン酸 (ALA)                      | 18:3 (n-3) | all-cis-9,12,15-オクタデカトリエン酸           |
| ステアリドン酸 (STD)                    | 18:4 (n-3) | all-cis-6,9,12,15-オクタデカテトラエン酸       |
| エイコサトリエン酸 (ETE)                | 20:3 (n-3) | all-cis-11,14,17-エイコサトリエン酸            |
| エイコサテトラエン酸 (ETA)              | 20:4 (n-3) | all-cis-8,11,14,17-エイコサテトラエン酸        |
| エイコサペンタエン酸 (EPA)              | 20:5 (n-3) | all-cis-5,8,11,14,17-エイコサペンタエン酸      |
| ドコサペンタエン酸 (DPA) クルパノドン酸 | 22:5 (n-3) | all-cis-7,10,13,16,19-ドコサペンタエン酸       |
| ドコサヘキサエン酸 (DHA)                | 22:6 (n-3) | all-cis-4,7,10,13,16,19-ドコサヘキサエン酸     |
| テトラコサペンタエン酸                  | 24:5 (n-3) | all-cis-9,12,15,18,21-テトラコサペンタエン酸   |
| テトラコサヘキサエン酸 (ニシン酸)       | 24:6 (n-3) | all-cis-6,9,12,15,18,21-テトラコサヘキサエン酸 |